# Nealces
Nealkes fue un pintor griego de Sición que floreció en el siglo III a. C.
Era amigo de Arato de Sición y después de la liberación de su ciudad en el 251 a. C., intercedió para salvar una ingeniosa pintura de Melantio que mostraba al antiguo tirano Aristrato de Sición con la diosa de la victoria Niké en un carro. Cuando Arato insistió en la destrucción del retrato, Nealkes lloró y finalmente se ofreció para borrar la cara del tirano con su propia mano para así salvar el resto de la obra de arte. Pintó una palmera donde antes se encontraba el tirano, pero olvidó los pies, los cuales quedaron visibles debajo del carro. 
Las más conocidas de sus pinturas eran un retrato de Afrodita y una batalla en el Nilo con un famoso detalle mostrando un asno en la orilla del río siendo atacado por un cocodrilo. 
Su hija era la también destacada pintora Anaxandra, y su maestro fue Erígono, quien era también profesor del escultor y moldeador Egineta.